# Sesostris I.
Sesostris I. ist der griechische Name von Senusret I., dem zweiten altägyptischen König (Pharao) der 12. Dynastie (Mittleres Reich). Dieser regierte zunächst mit Amenemhet I. von etwa 1975 bis 1965 v. Chr. gemeinsam. Nach dem Tod seines Vaters war er bis zu seinem 43. Regierungsjahr alleiniger Herrscher. Die restlichen zwei Jahre regierte er von 1932 bis 1930 v. Chr. gemeinsam mit seinem Sohn Amenemhet II.
Im Königspapyrus Turin sind entsprechend insgesamt 45 Regierungsjahre belegt. Er gilt als einer der bedeutendsten Herrscher des Mittleren Reiches und Altägyptens überhaupt.

## Familie
Sesostris I. war der Sohn von Amenemhet I. und Neferetjatenen. Der Name der Mutter ist lediglich als Inschrift auf einer Statue überliefert und nur in einer Abschrift des 19. Jahrhunderts erhalten. Der Name ist ungewöhnlich und so gibt es Zweifel an der Authentizität dieser Inschrift und des Namens.
Seine Hauptgemahlin war Neferu, die seine Schwester oder Halbschwester war. Itakayt war eine Tochter.

## Herrschaft
Sesostris I. gilt heute als einer der großen Könige (Pharaonen) des Mittleren Reiches. Er führte in seinem 18. Regierungsjahr einen Feldzug gegen Unternubien, in dessen Verlauf das Gebiet bis zum zweiten Katarakt erobert wurde. Zur Sicherung der neuen Gebiete wurden dort verschiedene Festungen errichtet. Dies ist das erste Mal in der ägyptischen Geschichte, dass ein größeres Gebiet außerhalb Ägyptens unter ständige Kontrolle gelangte. In seinem 25. Regierungsjahr gab es eine Hungersnot, die in mehreren Texten erwähnt wird. Als Folge davon gab es eventuell Unruhen: Aus einer Inschrift aus el-Tod scheint hervorzugehen, dass der dortige Tempel geplündert wurde.

### Der Hofstaat
Der Wesir am Beginn der Regierungszeit war Antefiqer, der bei der Pyramide von Amenemhet I. in El-Lischt ein Grab hatte, von einer Reihe von Dokumenten bekannt ist und anscheinend recht lange im Amt war. Sein Nachfolger war wohl ein gewisser Sesostris. Als Schatzmeister sind im 22. Jahr Sobekhotep und nach ihm Mentuhotep belegt. Mentuhotep scheint eine außergewöhnliche Persönlichkeit gewesen zu sein; er leitete anscheinend mehrere Bauprojekte von Sesostris I., darunter wohl vor allem den Ausbau des Amuntempels in Karnak. Mehrere Haushofmeister sind bekannt, davon sind vor allem Hor zu nennen, der eine Expedition des Herrschers leitete, und Nacht, der in El-Lischt ein Grab hatte und am Pyramidenbau Sesostris I. beteiligt war.
Der König scheint diverse Beamte in den Provinzen eingesetzt zu haben.

### Expeditionswesen
Eine Felsinschrift nahe der Hafenanlage von Ain Suchna am Golf von Suez berichtet davon, dass im 9. Regierungsjahr Sesostris’ I. ein Beamter in die Minen auf der Sinai-Halbinsel entsandt wurde.

### Das Ende seines Vaters

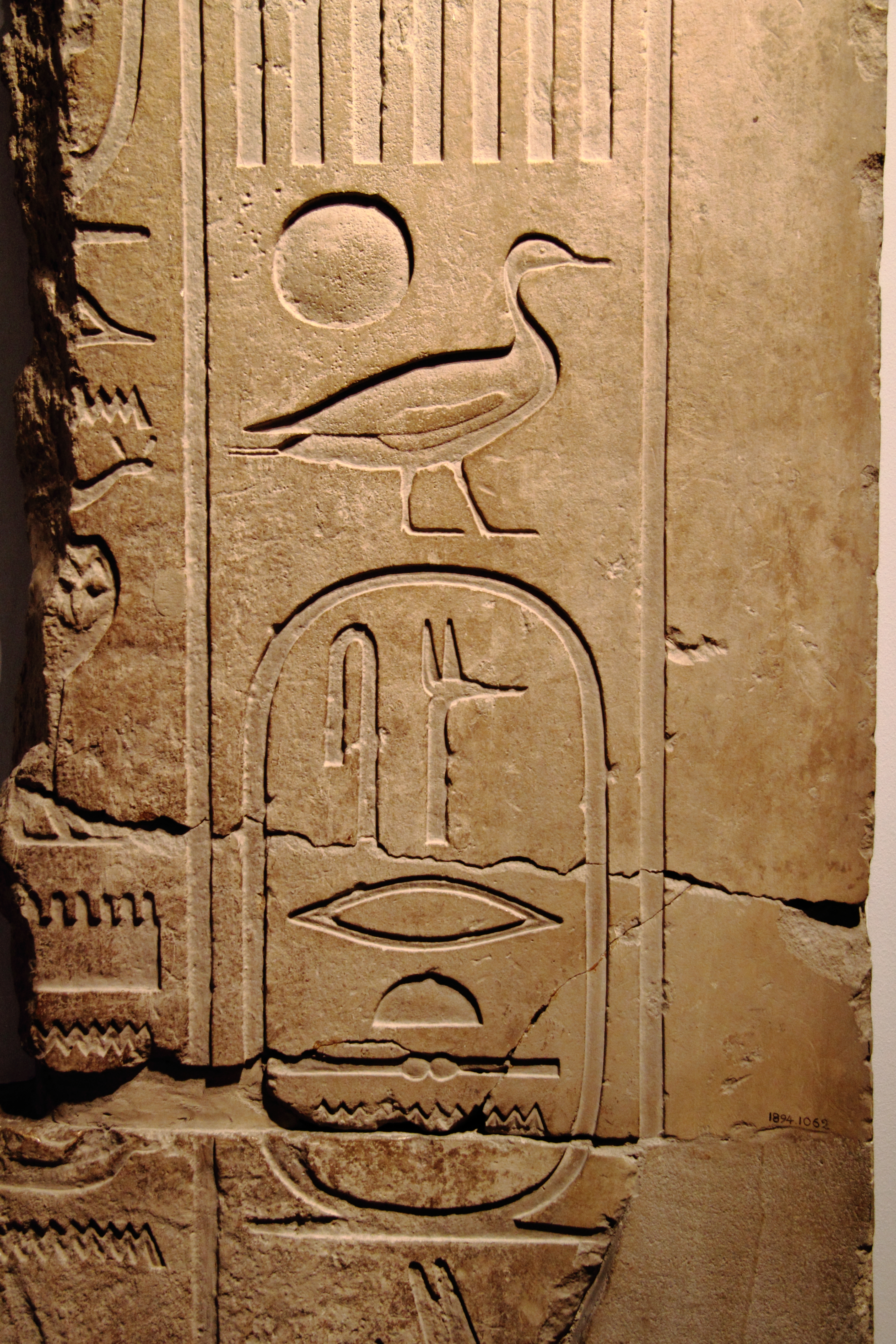
Kalksteinrelief mit der Königstitulatur "Sohn des Re - Sesostris" aus Koptos mit Bezug auf Sesostris I.

Im 20. Jahr seiner Regentschaft und zehn Jahre vor seinem Tod ernannte Amenemhet I. seinen Sohn Sesostris I. zum Mitregenten. Der Vater kümmerte sich in erster Linie um die Innenpolitik und die Beruhigung der immer noch mächtigen Gaufürsten, während Sesostris I. persönlich Feldzüge nach Nubien und Libyen leitete. Nach 10 Jahren gemeinsamer Regierungszeit erhielt der Sohn auf einem Feldzug nach Libyen die Nachricht von der Ermordung des Vaters und eilte sofort zurück, um seine Thronansprüche zu wahren.
Die im vorangehenden Absatz gegebene Darstellung des Endes der Regierung von Amenemhet I. wird von einigen Ägyptologen angezweifelt. Es wird darauf verwiesen, dass die Doppeldatierungen auf Stelen und Graffiti (Jahr x des A. und Jahr y des S.) wegen ihrer Erhaltung und ihrer Form umstritten sind. Sie werden nicht mehr als Beweis einer Koregentschaft anerkannt.
Der Übergang von Amenemhet zu Sesostris ist daher eine der umstrittensten Fragen in der Ägyptologie. Nach der „Lehre des Amenemhet“ starb Amenemhet I. bei einem Attentat im Harem. Sesostris war zu dieser Zeit auf einem Libyenfeldzug und kehrte nach einer Depesche ohne seine Truppen zum Palast zurück, um seinen Thronanspruch geltend zu machen (oder die Putschisten zu bestrafen). Dass er zu diesem Zeitpunkt Mitregent war, wird bezweifelt. Er wird in der Lehre des Amenemhet und in der Sinuhe-Erzählung u. a. als „ältester Sohn“, also als Thronerbe, bezeichnet. Ob Amenemhet wirklich in jener Nacht starb, wurde lange diskutiert und anhand grammatikalischer Kriterien behauptet oder bestritten. Es wird argumentiert, dass – als Amenemhet I. starb – die Lehre des Amenemhet eine Legitimationsschrift für Sesostris I. darstellte, die möglicherweise am Folgetag im Palast verlesen wurde. In dieser Schrift spricht der verstorbene Vater aus dem Jenseits zu seinem Sohn.

## Bautätigkeit

### Die Sesostris-I.-Pyramide

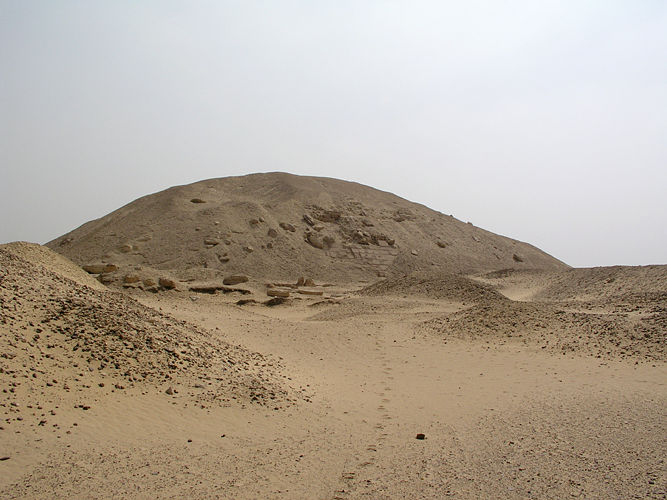
Die Pyramide Sesostris’ I.

Die einfach konstruierte Pyramide des Sesostris I. befindet sich in El-Lischt und besteht aus sternförmig angeordneten, rechtwinklig und sich diagonal schneidenden Steinrippen, die den Bau in 16 Hohlräume teilen. Diese waren mit Schutt und Sand aufgefüllt und mit Kalksteinplatten abgedeckt. Im Laufe der Jahrtausende rutschten die Platten ab und der Sand in den Kammern lief heraus. Die Pyramide maß 105 m im Quadrat und war ursprünglich 61 m hoch. Der Pyramidenbezirk war von einer doppelten Mauer umgeben und umfasste noch eine Nebenpyramide sowie neun kleinere Pyramiden für die königliche Familie. Identifizieren konnte man die Grabpyramiden der Ehefrauen Neferu und Itakayt, wobei die zweite Dame auch eine seiner Töchter gewesen sein könnte.

### Tempelbauten

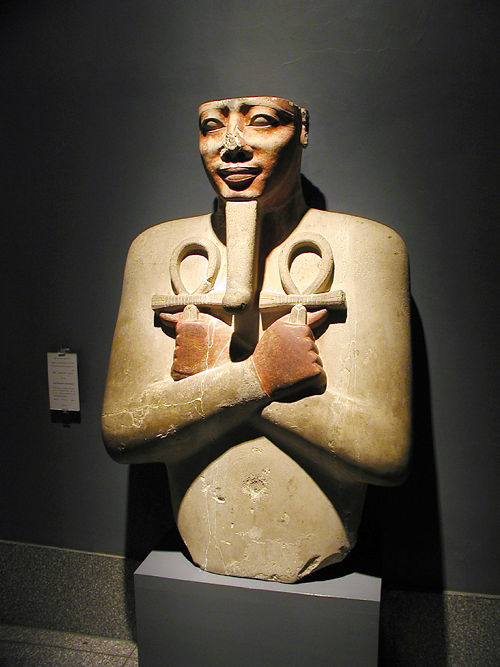
Osirispfeiler des Herrschers aus Karnak

Sesostris I. baute im ganzen Land an verschiedenen Tempeln. Er ist der erste König, der systematisch alle Tempel des Landes umbaute und in Steintempel umsetzte. Aus seinem dritten Regierungsjahr stammt die Kopie einer Inschrift, die vom Bau am Tempel in Heliopolis (Iunu) berichtet. Der älteste noch erhaltene Obelisk Ägyptens stammt ebenfalls von Sesostris I. Er besteht aus Assuan-Granit, ist 20 m hoch und befindet sich heute noch in Heliopolis. Ursprünglich stand er dort vermutlich mit einem zweiten Obelisken vor dem Eingangspylon des dortigen Tempels.
Eines der ältesten Bauwerke im Amun-Tempel von Karnak ist die „Weiße Kapelle“ des Sesostris I. Pharao Amenophis III. (18. Dynastie) ließ die Kapelle abtragen und verwendete ihre Alabastersteine als Füllmaterial für den 3. Pylon des Karnaktempels, wo sie vollständig aufgefunden und neu aufgebaut wurde. Heute gilt die Weiße Kapelle als das schönste und älteste noch erhaltene Bauwerk des Mittleren Reiches. Auf dem Sockel der Kapelle befinden sich die Namen der ägyptischen Gaue mit ihren Hauptstädten.
In Abydos wurde ein weiterer wichtiger Tempel errichtet, den noch Inschriften aus der 13. Dynastie als Tempel dieses Herrschers bezeichnen. Die postulierte Bautätigkeit Sesostris’ I. am Month-Tempel von Tod, südlich von Luxor, ist inschriftlich nicht belegbar.

### Festungsbau

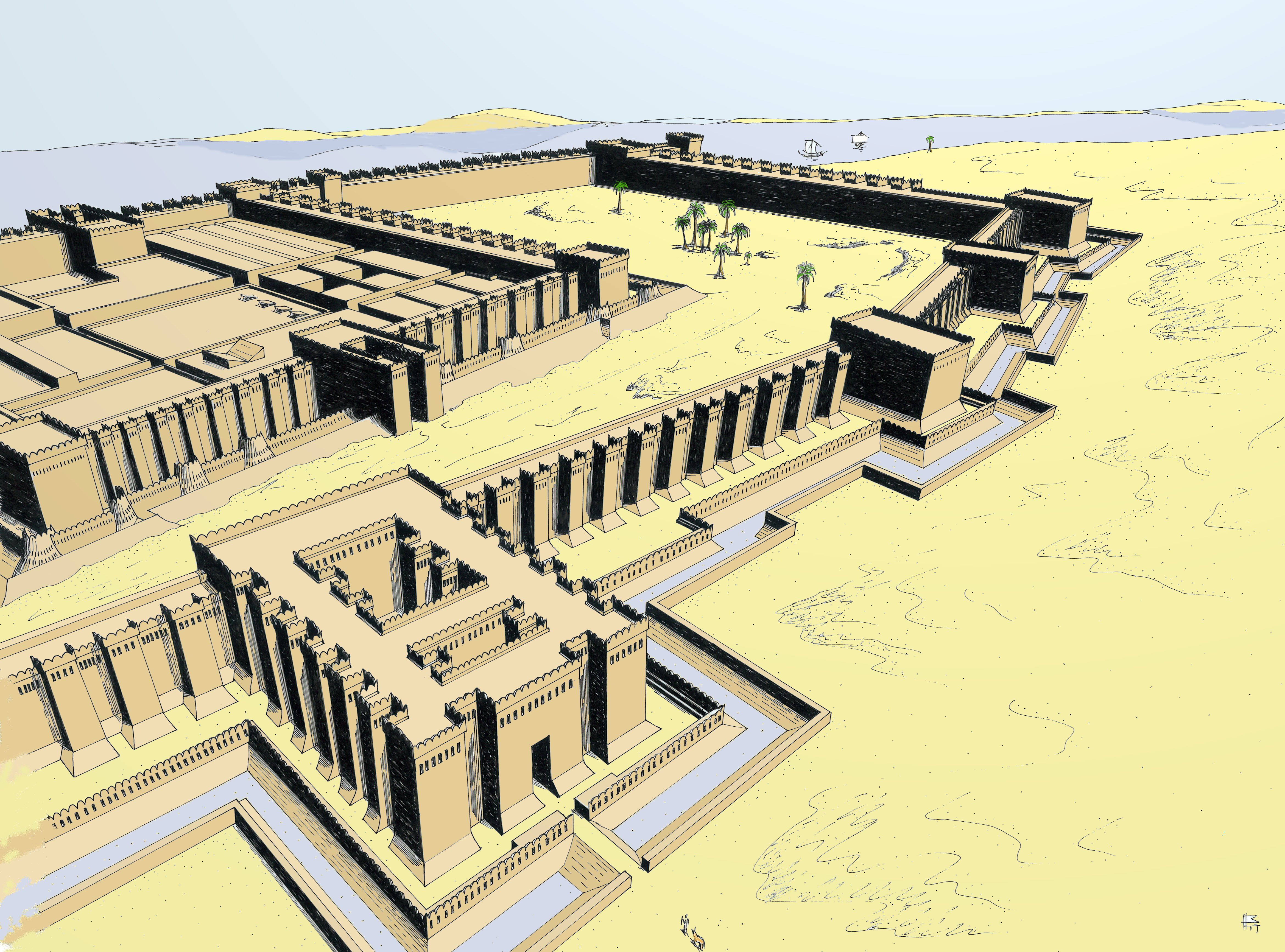
Rekonstruktion der Festung von Buhen

Bei Buhen, zwischen dem 1. und 2. Katarakt gelegen, ließ Sesostris I. eine Grenzfeste errichten. Eine Inschrift besagt, dass „kein Südländer unkontrolliert seinen Fuß auf ägyptisches Gebiet setzen“ sollte. Das Bauwerk ist heute im Nassersee verschwunden.